# Анжен, Луи д’
Луи д’Анжен (фр. Louis d'Angennes; ок. 1536 — после 15 мая 1601, Париж), маркиз де Ментенон — французский государственный деятель и дипломат.

## Биография
Шестой сын Жака д’Анжена, сеньора де Рамбуйе, и Изабо Коттеро.
Барон де Меле, сеньор де Ла-Мутоньер, трети Анжевиля, Ле-Мутье и Ла-Вильнёва.
Государственный советник, главный квартирмейстер Дома короля, чрезвычайный посол в Испании.
Рыцарь орденов короля (31.12.1581), капитан пятидесяти тяжеловооруженных всадников (1598).
После убийства Генриха III настаивал перед Государственным советом на предложении провести войска мимо окровавленного тела монарха, а затем атаковать ворота Сент-Оноре и предать Париж ярости солдат, которых он надеялся воодушевить желанием мести за убитого короля.
Был в числе высших офицеров Генриха IV в битве при Арке, а его брат Монтоле пал в битве при Иври.
В вечер после вступления в Париж Анжен был настолько возмущен, увидев, как Генрих играет с герцогиней де Монпансье, что король не мог этого не заметить. На вопрос монарха маркиз ответил: «Я надеялся увидеть, как вам явится окровавленная тень Генриха III». Король опустил глаза, а у Монпансье из рук выпали карты (ее роль в убийстве государя была общеизвестна).

## Семья
Жена (ранее 16.09.1573): Франсуаза (Жанна) д'О (1554 — после 1587), придворная дама Екатерины Медичи (1576)  дочь маркиза Жана д'О, капитана Шотландской гвардии короля, и Элен д'Ийер
Дети:
- Шарль (1577 — ранее 1640), маркиз де Ментенон, барон де Меле, сеньор дю Пар и де Ла-Мутоньер. Жена (28.05.1607): Франсуаза-Жюли де Рошфор (ум. 1647), дама де Бленвиль, Сальвер и Сен-Жерве, дочь Пьера де Рошфора, сеньора де Бленвиль, и Розы де Линьер
- Жак (ок. 1577—14.05.1647), епископ Байё
- Луи (уб. 1604 при осаде Слёйса)
- Анри, называемый шевалье де Ментенон, сеньор и приор Ле-Монстье
- Жан (ум. 1624), сеньор де Бретонсель. Жена 1): Мари Брюлар; 2) (7.02.1622): Франсуаза (Катрин) де Помрёй (7.02.1602 — после 1627), дочь Шарля де Помрёя, сеньора де Мулен-Шапель, и Анн де Васси
- Луиза-Изабель (1587—25.11.1666). Муж (1633): Антуан д’Омон (1563—1635), маркиз де Ноле, губернатор Булони